# Église Saint-Mathias de Still
L'église Saint-Mathias est un monument historique situé à Still, dans le département français du Bas-Rhin.

## Localisation
Ce bâtiment est situé Grand-Rue à Still.

## Historique
L'édifice fait l'objet d'une inscription au titre des monuments historiques depuis 1937.

## Architecture

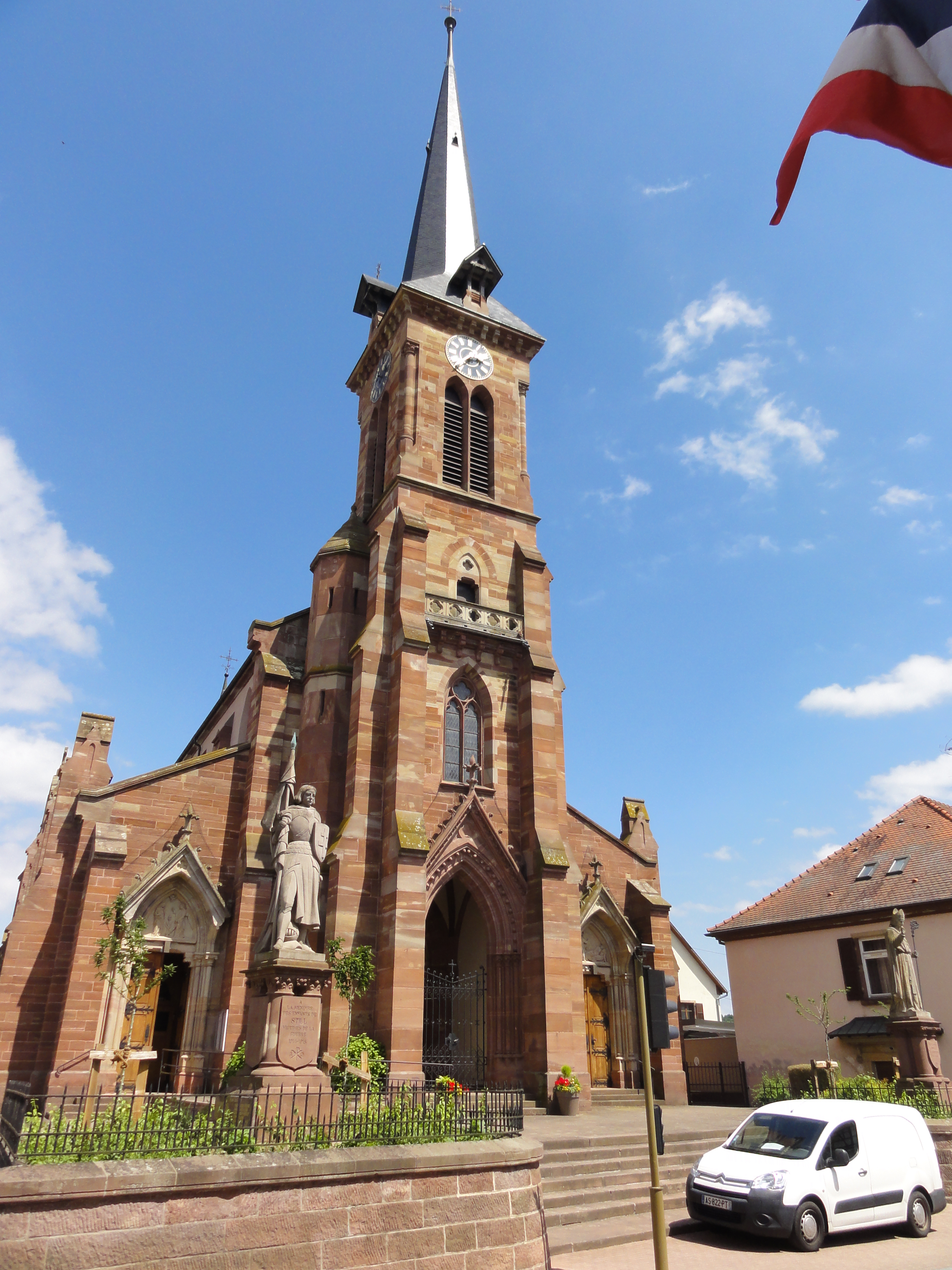
Église Saint-Mathias
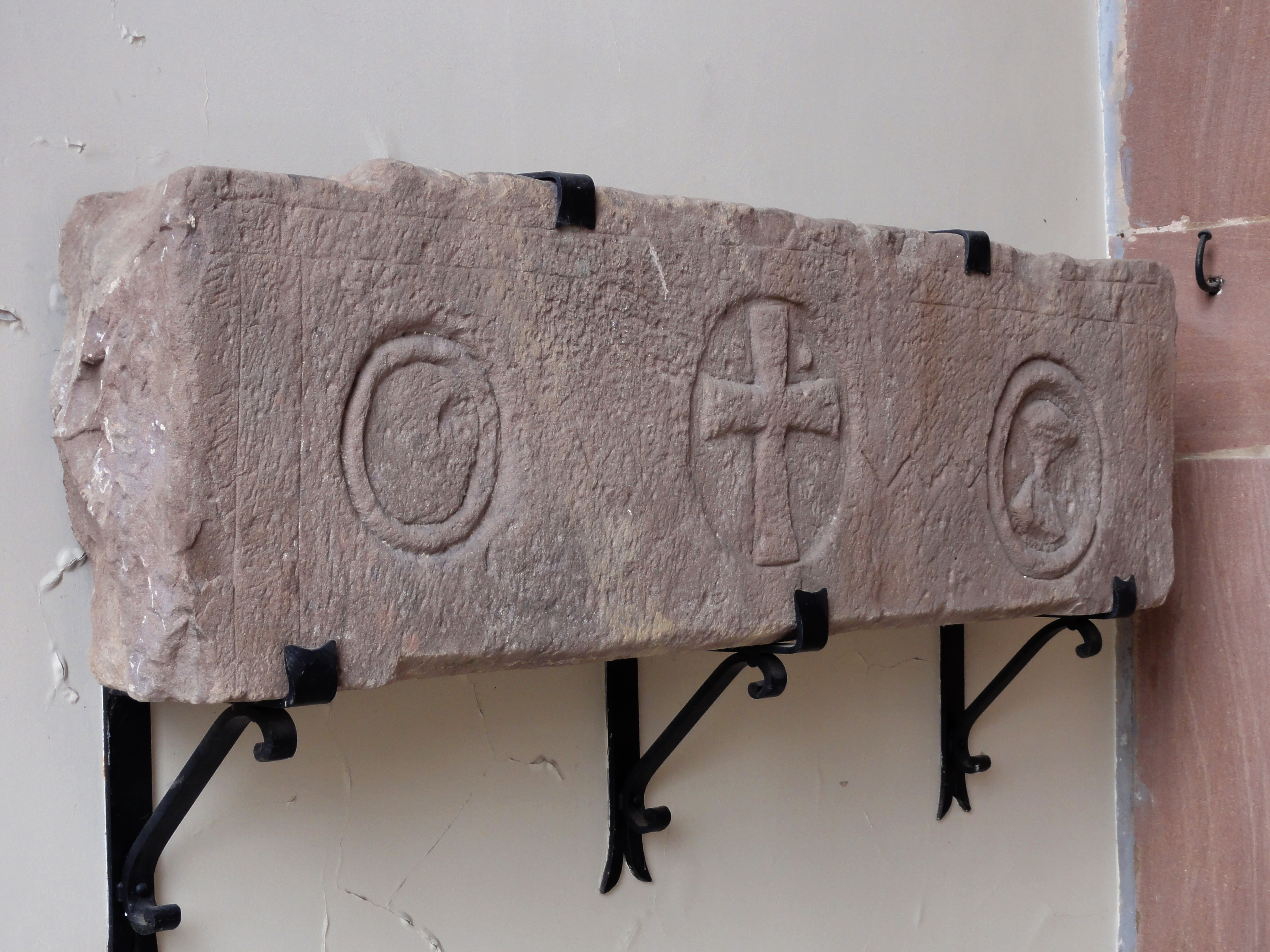
Linteau roman de l'ancienne église romane (XIIe)
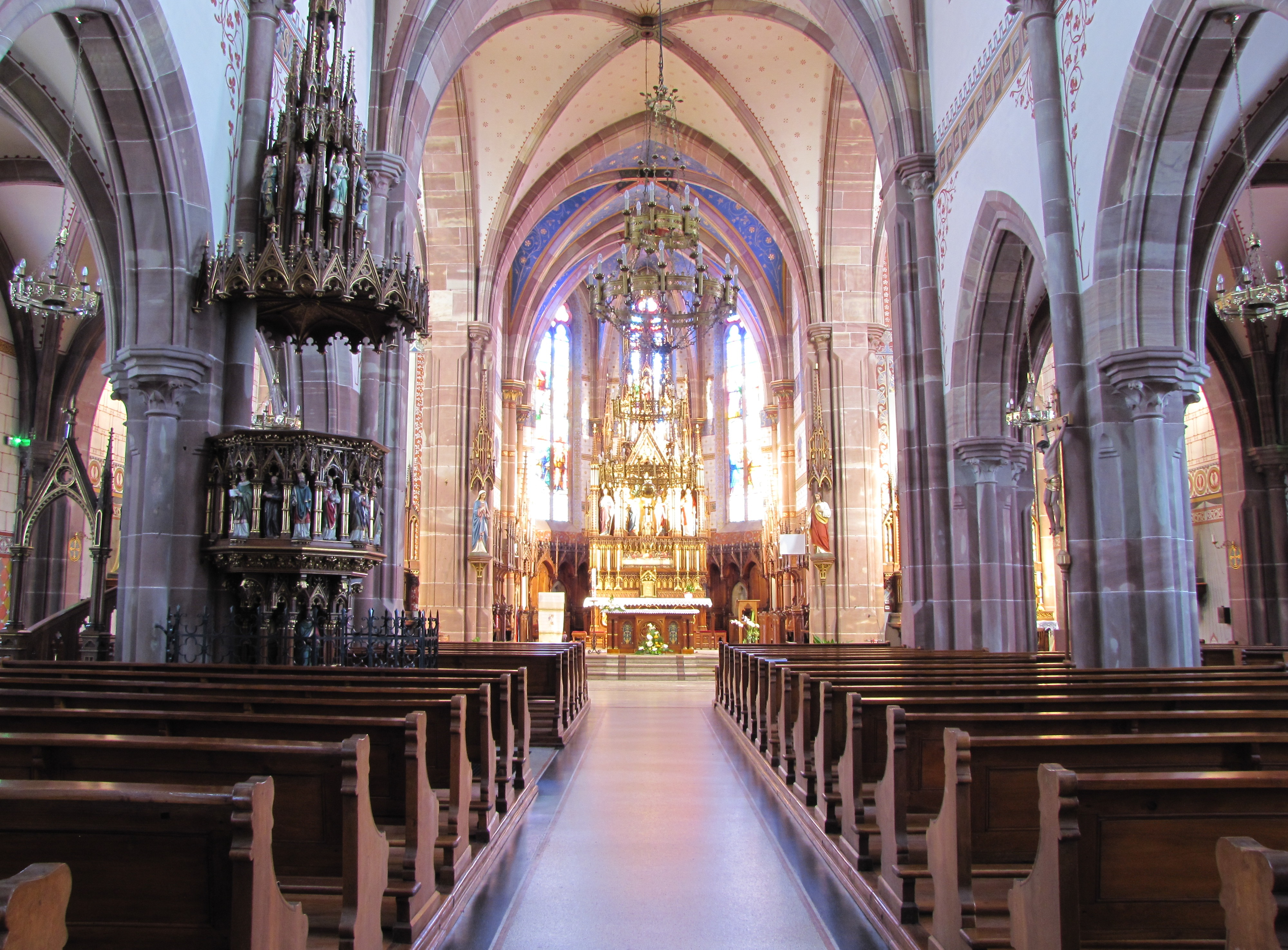
Vue intérieure de la nef vers le chœur
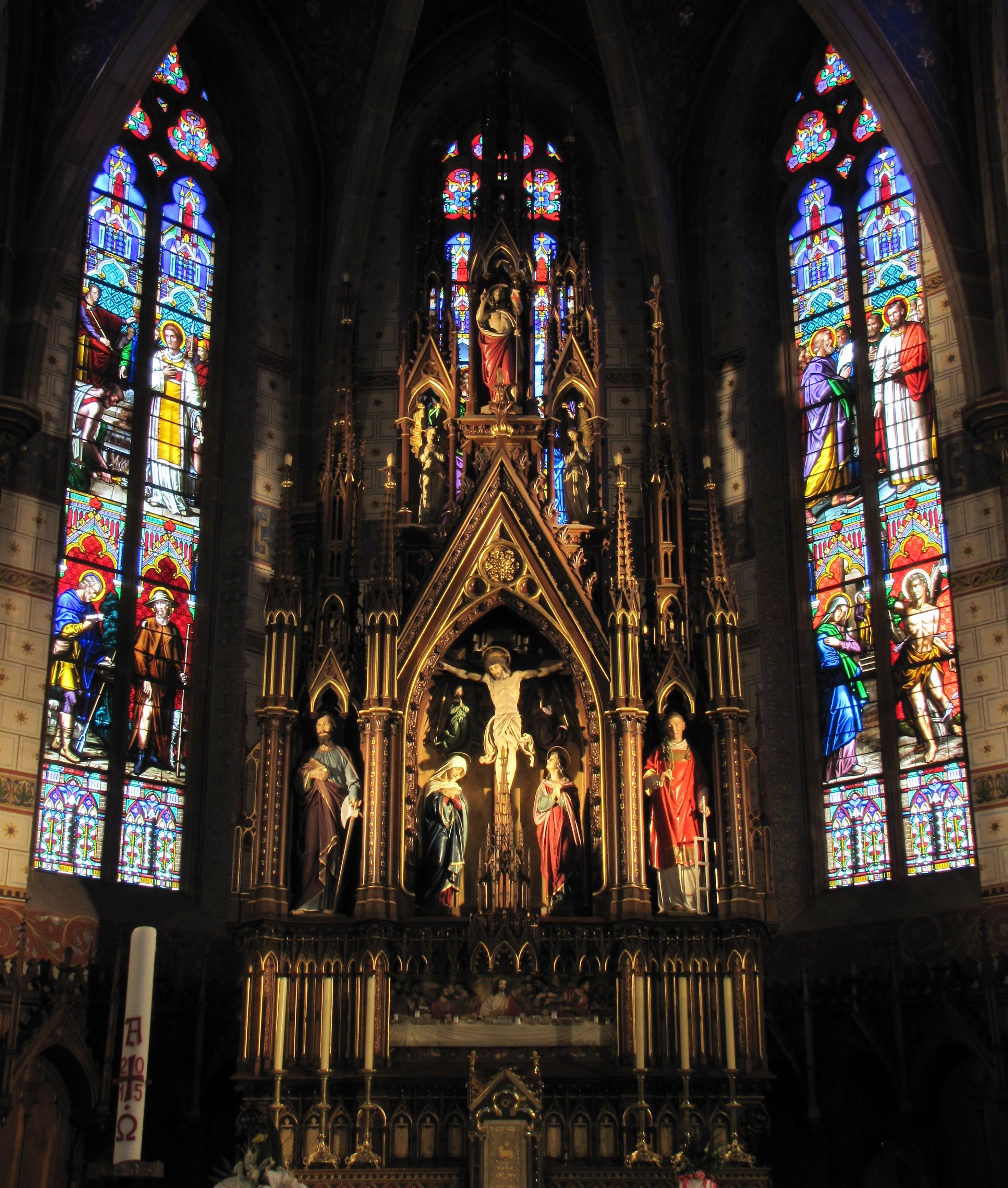
Chœur avec verrières et maître-autel (XIXe)
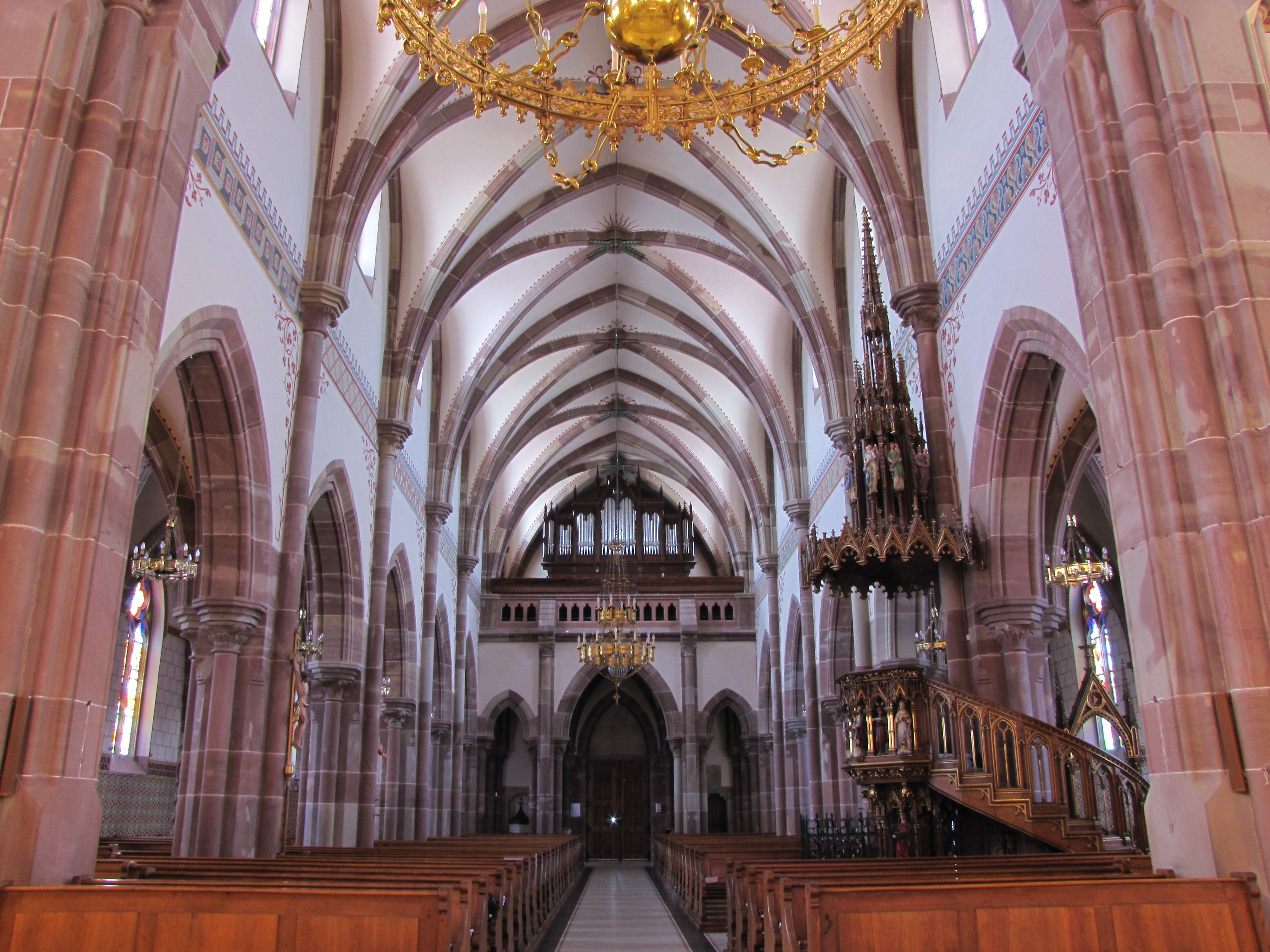
Vue intérieure de la nef vers la tribune d'orgue
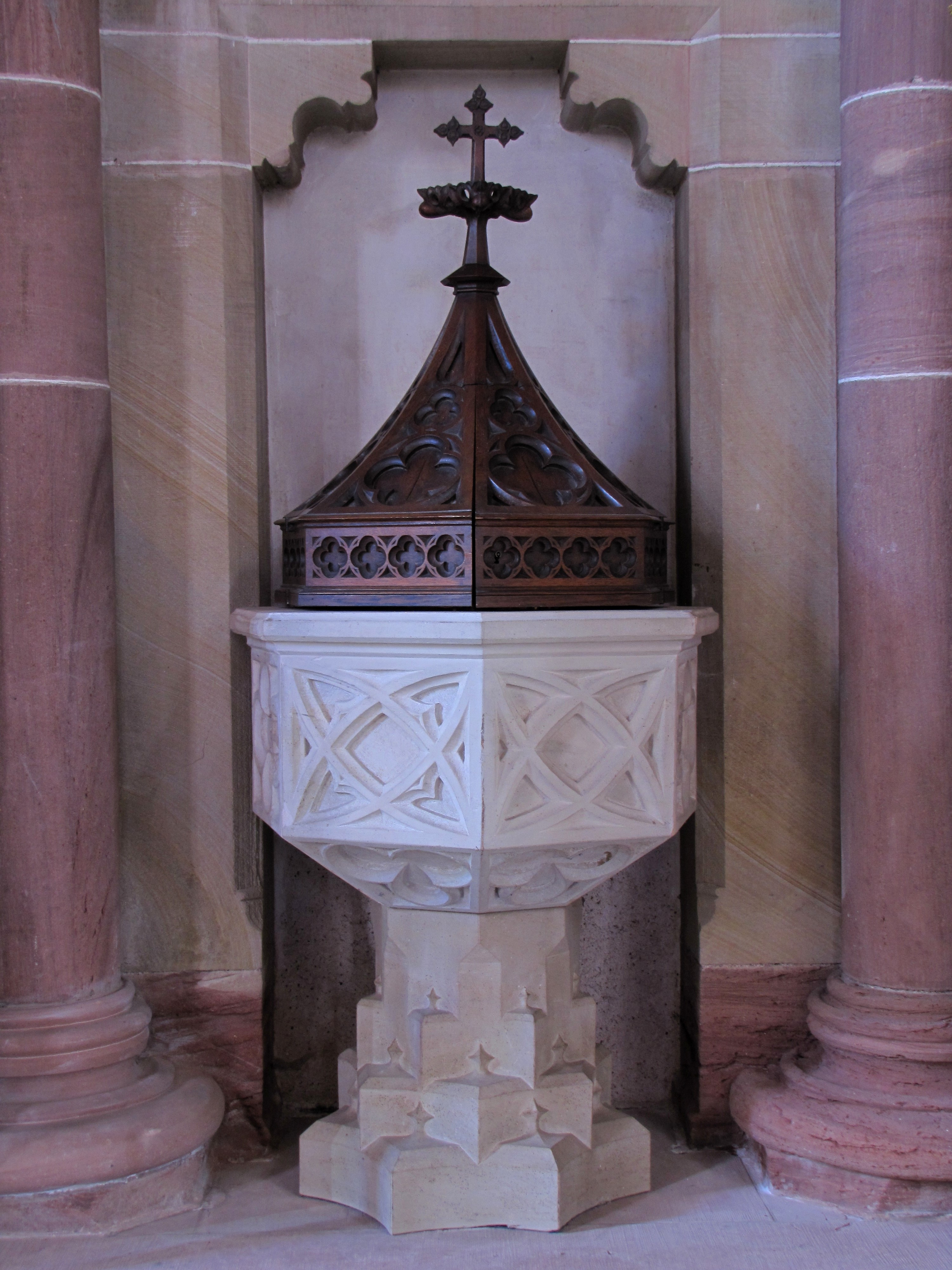
Fonts baptismaux (XVe-XVIe-XXe)